# Cast the First Stone (Slayer)
Cast the First Stone è un singolo del gruppo musicale statunitense Slayer, pubblicato il 31 agosto 2015 come terzo estratto dall'undicesimo album in studio Repentless.

## La canzone
Quinta traccia dell'album, Cast the First Stone è stata interamente composta dal chitarrista Kerry King durante un viaggio ad Atene, sede di numerose battaglie avvenute nel corso dei secoli.
La sua pubblicazione è stata rivelata a inizio giugno 2015 come parte di una serie di singoli distribuiti gratuitamente dal sito Adult Swim, venendo pubblicato il 31 agosto dello stesso anno. Il 7 settembre il singolo è stato reso disponibile per il download legale attraverso i principali negozi digitali di musica.

## Tracce
1. Cast the First Stone – 3:43

## Formazione

### Gruppo
- Tom Araya – voce, basso
- Kerry King – chitarra
- Gary Holt – chitarra
- Paul Bostaph – batteria

### Produzione
- Terry Date – produzione, ingegneria del suono, missaggio
- Peter Mack – ingegneria aggiuntiva
- Derrick Stockwell – assistenza tecnica
- Howie Weinberg – mastering